# Shay Evans
Shay Evans (Puerto Rico; 27 de septiembre de 1991) es el nombre artístico de Cherokee Neal, una actriz pornográfica puertorriqueña. En el año 2019, comenzó a ocupar el nombre de Gia Milana en cada uno de sus filmes pornográficos.